# 매니지먼트 구
매니지먼트 구는 대한민국의 연예기획사이다.

## 소속 연예인
- 대표 : 구본권
- 이요원
- 하석진
- 서지훈
- 유인수
- 권혁
- 오희준
- 백수장
- 이태형
- 유수연